# Jang Gyung-gu
Jang Gyung-gu (* 29. Mai 1990) ist ein südkoreanischer Straßenradrennfahrer.

## Sportliche Laufbahn
Jang begann seine Karriere 2009 bei dem südkoreanischen Continental Team Seoul Cycling. In seinem ersten Jahr dort wurde er Dritter der Gesamtwertung beim Daetongryeonggi Gapyeong Stage Race und er belegte Platz drei beim Straßenrennen der Nationalspiele in Südkorea. Ab 2010 fuhr er für die Amateurmannschaft Gyeonggi-do. Hier gewann er eine Etappe sowie die Gesamtwertung beim Jeolginyeon Stage Race, und er konnte ein Teilstück der Tour de Korea für sich entscheiden. 2011 gewann er erneut ein größeres Rennen mit dem Gesamtsieg bei der Tour de Hokkaidō. 2014 siegte er im Straßenrennen der Männer bei den Asienspielen. 2017 und 2021 wurde er nationaler Straßenmeister, 2015 und 2023 Zeitfahrmeister.

## Erfolge
2010
- eine Etappe Tour de Korea

2011
- Gesamtwertung Tour de Hokkaidō

2014
- eine Etappe Tour de Korea
- Asienspiele – Straßenrennen

2015
- Südkoreanischer Meister – Einzelzeitfahren

2016
- eine Etappe Tour de Singkarak

2017
- Südkoreanischer Meister – Straßenrennen

2021
- Südkoreanischer Meister – Straßenrennen

2023
- eine Etappe und Bergwertung The Princess Maha Chakri Sirindhorns Cup Tour of Thailand
- Südkoreanischer Meister – Einzelzeitfahren